# Alsóbarakony

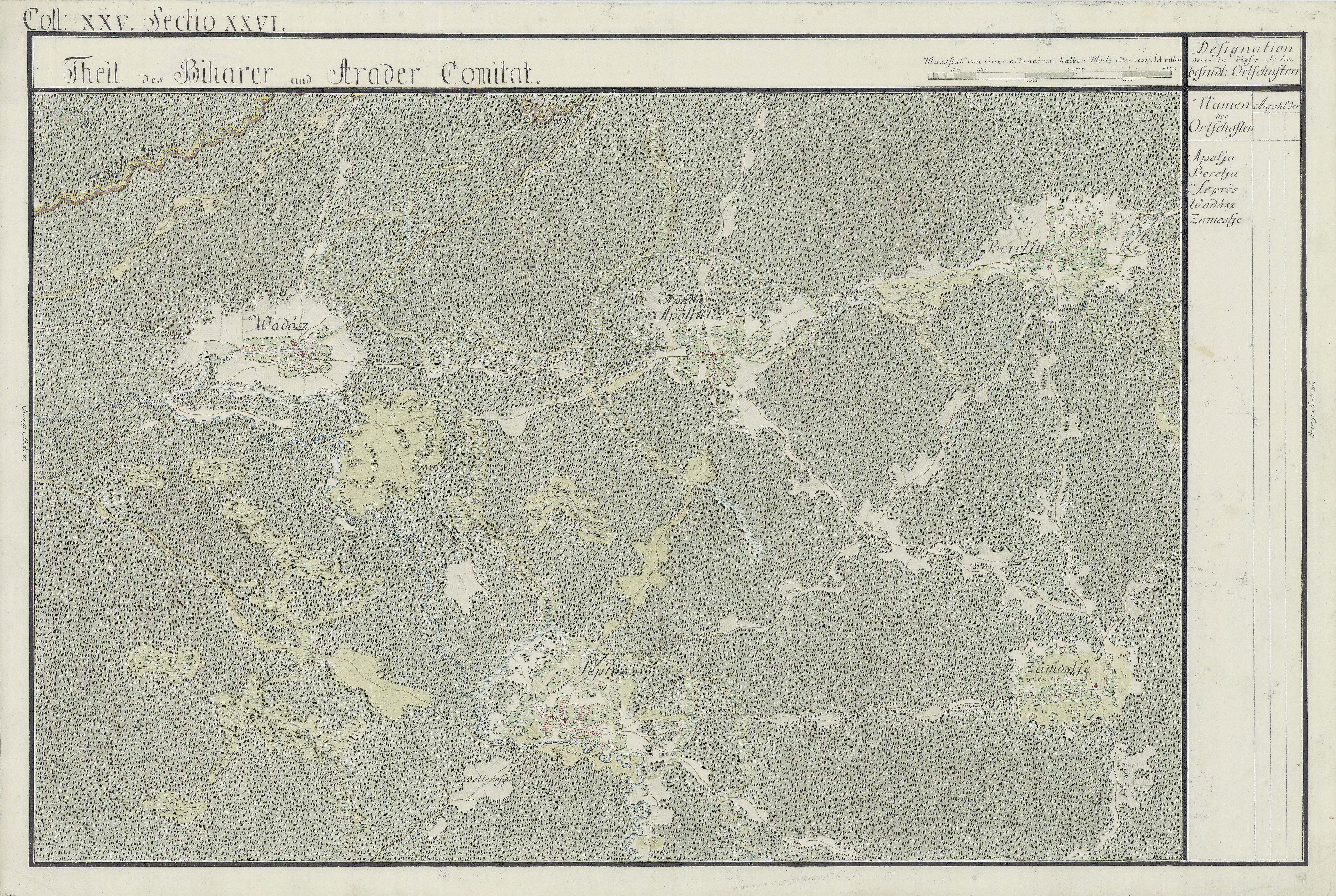
Alsóbarakony, Barakony egy régi térképen

Alsóbarakony (Berechiu), település Romániában, a Partiumban, Arad megyében.

## Fekvése
Borosjenőtől északra, a Béli-hegység nyugati előterében fekvő település.

## Története
'Alsóbarakopny, Barakony Árpád-kori település. Nevét 1249-ben Borok iuxta medium Crysium néven IV. Béla király oklevele említette először, amikor a falut több más faluval együtt Pál országbírónak adományozta.
1344-ben v. Barakun = Borokun, 1515-ben Barakon, 1808-ban Barakony, 1913-ban Alsóbarakony néven írták.
1910-ben 1904 lakosából 85 magyar, 1783 román volt. Ebből 72 római katolikus, 1777 görögkeleti ortodox volt.
A trianoni békeszerződés előtt Arad vármegye Borosjenői járásához tartozott.